# 全日本ジュニア体操クラブ連盟
一般社団法人全日本ジュニア体操クラブ連盟（ぜんにほんジュニアたいそうクラブれんめい、All Japan Junior Gymnastic Club Federation）は、ジュニア体操の強化を目指した体操クラブである。1975年に全日本ジュニア体操クラブ協議会が設立し、1992年には社団法人化に伴い現名に改める。日本体操協会に加盟している。

## 活動
全日本ジュニア体操競技選手権大会の主催や国際ジュニア体操競技大会への選手の派遣を行っている。そのほか、東日本ジュニア体操競技選手権大会、西日本ジュニア体操競技選手権大会の主催もしている。